# 卡尔·荣格
卡尔·古斯塔夫·榮格（德語：Carl Gustav Jung，1875年7月26日—1961年6月6日），又译容格或杨格，瑞士心理学家、精神科醫師，分析心理学的創始人。榮格是一位学贯东西、著作等身的学者，在世界心理学界都得到了很高的评价。是心理学鼻祖之一。

## 生平
榮格出生于瑞士图尔高州一个名为凯斯维尔的村庄。六个月大时，全家移居到萊茵瀑布边的劳芬城堡附近居住（今属勞芬-烏維森镇）。榮格的父亲是牧师，他从小受家庭气氛影响，对宗教产生兴趣。但由於他認為其父身為牧師卻喪失真心的信仰且無力面對現實，只能講述空洞的神學教條，再加上他本人在少年時期在領聖餐時心中毫無感覺，不符他的期望，對基督教非常失望。
1895年－1900年，榮格在巴塞尔大学学习医学，随后在苏黎世伯格尔茨利精神病院谋得助理医师职位，在布魯勒手下实习。期间他进行了高尔顿词语联想实验的研究，积累了最初的声誉。荣格1905年任蘇黎世大學精神病學講師，後來辭去職務自己開業。荣格對弗洛伊德1900年出版的《夢的解析》很感興趣，與之通訊，參加了弗洛伊德的精神分析運動，共同創立了一個國際精神分析學會，並任第一屆主席，後因兩人的學說產生分歧而決裂。由於此決裂弗洛伊德將荣格的名字一筆勾消。荣格曾任苏黎世联邦理工学院及母校巴塞爾大學教授，又獲牛津大學及哈佛大學等頒授榮譽博士學位。1961年6月6日去世。

## 成就
榮格在與弗洛伊德決裂後曾經憂鬱數年。他曾見到幻像也曾感覺到眾多鬼魂聚集在他家中。其中一個幻像是一位有翅膀而又跛腳的老人菲利門，另一個幻像是一位美貌的女士。這兩位成為他日後老智者（自性）及阿尼瑪的樣本。
因榮格對宗教毫無忌諱，他對中國道教的《太乙金華宗旨》、《慧命經》、《易經》，及藏传佛教的《中阴闻教救度大法》、禪宗皆深入研究。他也對西方煉金術著迷。他在《太乙金華宗旨》及西方煉金術找到與他個性化觀念相同之處：調和有意識的自我與無意識的心性。
他也在解夢方面有杰出成就。夢反映潛意識，是心理學家非常重視的。據他估計，自己一共大約解過80000個夢。榮格的學說與弗洛伊德最大的分別，是他的理論得到較廣泛的考察證據。相對於弗洛伊德認為夢是一種被壓抑的愿望的隐晦表达，榮格更强调梦具有一种补偿作用。梦不是伪装和欺骗，而是一部用特殊语言写成的书。在梦的分析上，荣格强调不应该仅局限于单独的梦，而是關注夢的系列，着重分析與個人有重要影响的“大梦”。同时，荣格对梦的一些神秘现象也产生了兴趣。榮格按时间顺序把梦分成指向过去的梦（即通常的对过去生活进行回应的梦）、同时不同地的梦（即梦见的一件事正好在现实的某一角落同时发生）和指向未来的梦（即预言的梦）。对于后两者因违反因果律，在当今科学无法得到解释。榮格认为应该用现象学的观点理性地看待，而不是简单地否定排斥。
他曾到非洲及美洲等地對原始人類的心理進行考察，提出集體潜意識這一重要的心理学概念。
他提出内倾和外倾的心理类型。并与思维、情感、感觉、直觉四种功能类型进行匹配。提出了八种人格类型：外倾思维型、内倾思维型、外倾情感型、内倾情感型、外倾感觉性、内倾感觉型、外倾直觉型、内倾直觉型。這種分類法成為以後邁爾斯-布里格斯性格分類法（MBTI）的基本理論。
在他晚年時，榮格在夢中得到啟示，回頭研究亞伯拉罕諸教。在最滿意著作《答約伯》中批判猶太教、基督教的耶和華。也許因個人經歷，他批判約伯記中耶和華對約伯的回答。此一充滿怨恨苦毒的批判招致宗教界的反對與批評。由於他年事已高，他對這預料中的批評並不在乎。他也認為基督教的三位一體並不完全，欠缺一女性的角色。

## 思想

### 情結
情結是個人无意識中的成份。

### 共時性
荣格認為兩件或多件事於同時發生有其特殊的意義。在有翅膀的菲利門出現前，荣格發現一隻少見的魚狗死在湖畔。他認為這兩件事於同時發生有關聯。

### 性冲动
與弗洛伊德認為欲力是純粹性的潛力不同，荣格認為性冲动是普遍的生命力，除表現在生長及生殖方面外，也表現於其他活動。

### 原型
原型是集體潛意識中荣格所發現人類不分地域與文化的共同象徵。
- 阿尼瑪：男人潛意識中的女性性格，只有一個。阿尼瑪也是男人心目中女人的形象。當男人對女人有一見鍾情的感覺時，他可能是將他心目中阿尼瑪的形象投射在這女人身上。
- 阿尼瑪斯：女人潛意識中的男性性格，可有多個。
- 陰影：潛意識中與自我相反的人格。
- 自性：也就是心、性、或本性，人心靈的中心。
- 怪獸：很偉大、但是很冷漠，令人感覺到自己不重要。

### 個性化
個性化（Individuation）或譯個體化是心靈成長的目標，也就是自我的實現（Self Realization）。其方法為融合有意識的自我與無意識中的陰影與阿尼瑪或是阿尼瑪斯讓自我實現。

### 集體潛意識
荣格認為在潛意識中有個人潛意識及集體潛意識。他考察非洲及美洲等地原始人類的宗教、神話、傳說、童話、與夢並比較西方人與東方人的宗教、神話、傳說、童話、與夢，發現許多共同的原型而得到的結論。荣格认为集体潜意识是人格中最深刻、最有力的部分，它是几千年来人类祖先经验的积累所形成的一种遗传倾向。这些遗传倾向被称为原型。各种原型在梦、幻觉、幻想、神经症中无意识地表现出来。相對於弗洛伊德的無神論頃向，荣格認為集體潛意識中充滿了神的形象。

### 內向性與外向性
榮格是首位定義心理學中「內向性與外向性」者之一。在榮格的著作心理類型學（psychology types）中提到每一個人都屬於「內向」、「外向」兩種性格。榮格將這兩種心理類型以希臘神話中的阿波羅與戴奧尼修斯比較。內向性格者被比擬成通情達理的阿波羅，他們喜歡獨處、思考，深思熟慮並且善於自省。內向性格者有時可能對於參與他人的活動不感興趣。外向性格以戴奧尼斯比擬，他們富有活力、生動並且喜愛參與活動。外向性格的人在意外在世界的感受、物體與行為。外在性格的人極可能於獨處時感到無聊。

### 人格面具
人格面具（persona）是人們在他人眼中表現出的形象，通常是社会和公众期许的形象。

## 著作列表
荣格著作极丰，全集共19卷，其中卷6至卷9是他理论体系的主幹，包括心理类型、心理结构与动力，原型与集体无意识等方面的研究。
主要著作有《潜意识心理学》（1912年）、《心理类型》（1921年）、《分析心理学的贡献》（1928年）、《回忆、梦、反思》（1965年）、《答約伯》等。
以下為已翻譯為中文的著作：
- 《心理类型》（Psychological types or the psychology of individuation）
- 《分析心理學的理論與實踐》（Analytical psychology its theory and practice）
- 《寻求灵魂的现代人》（Modern man in search of a soul）
- 《人及其象徵》（Man and His Symbols）
- 《人、藝術和文學中的精神》（The spirit in man art and literature）
- 《回忆、梦、反思》（Memories, Dreams, Reflections）
- 《向死者七次佈道（英语：Seven Sermons to the Dead）》（The Seven Sermons to the Dead）
- 《原型与集体无意识》
- 《弗洛伊德与精神分析》
- 《转化的象征：精神分裂症的前兆分析》
- 《心理结构与心理动力学》
- 《人格的发展》
- 《文明的变迁》
- 《象征生活》
- 《荣格谈心灵之路》
- 《分析心理学与梦的诠释》
- 《潜意识与心灵成长》
- 《荣格自传：回忆·梦·思考》
- 《红书（英语：The Red Book (Jung)）》
- 《金花的秘密：中國的生命之書》（Das Geheimnis der Goldenen Blüte: ein chinesisches Lebensbuch），《太乙金華宗旨》德文譯本。

## 著名病人
- 赫尔曼·黑塞
- 泡利
- 愛德華·愛因斯坦：愛因斯坦的次子，弗洛伊德精神分析學的粉絲[1][2]。

## 拓展阅读
導論性文本
- Jung, Carl Gustav; Marie-Luise von Franz. . Doubleday. 1964. ISBN 84-493-0161-0.
- Carl Gustav Jung, Analytical Psychology: Its Theory and Practice (The Tavistock Lectures) (Ark Paperbacks), 1990, ISBN 0-7448-0056-0
- Anthony Stevens, Jung. A Very Short Introduction, Oxford University Press, Oxford, 1994, ISBN 0-19-285458-5
- Anthony Stevens, On Jung, Princeton University Press, 1990 (1999).
- The Basic Writings of C. G. Jung, edited by V. S. de Laszlo (The Modern Library, 1959)
- The Portable Jung, edited by Joseph Campbell (Viking Portable), ISBN 0-14-015070-6
- Edward F Edinger, Ego and Archetype, (Shambhala Publications), ISBN 0-87773-576-X
- Robert Hopcke, A Guided Tour of the Collected Works of C. G. Jung, ISBN 1-57062-405-4
- Edward C. Whitmont, The Symbolic Quest: Basic Concepts of Analytical Psychology, Princeton University Press, Princeton, New Jersey, 1969, 1979, ISBN 0-691-02454-5
- O'Connor, Peter A. . New York, NY: Paulist Press. 1985. ISBN 0-8091-2799-7.
- The Cambridge Companion to Jung, second edition, eds Polly Young-Eisendrath and Terence Dawson, published in 2008 by Cambridge University Press.

榮格思想各個領域的文本
- Robert Aziz, C. G. Jung's Psychology of Religion and Synchronicity (1990), currently in its 10th printing, is a refereed publication of State University of New York Press. ISBN 0-7914-0166-9.
- Robert Aziz, Synchronicity and the Transformation of the Ethical in Jungian Psychology in Carl B. Becker, ed., Asian and Jungian Views of Ethics. Westport, CT: Greenwood, 1999. ISBN 0-313-30452-1.
- Robert Aziz, The Syndetic Paradigm: The Untrodden Path Beyond Freud and Jung (2007), a refereed publication of The State University of New York Press. ISBN 978-0-7914-6982-8.
- Robert Aziz, Foreword in Lance Storm, ed., Synchronicity: Multiple Perspectives on Meaningful Coincidence. Pari, Italy: Pari Publishing, 2008. ISBN 978-88-95604-02-2
- Wallace Clift, Jung and Christianity: The Challenge of Reconciliation. New York: The Crossroad Publishing Company, 1982. ISBN 0-8245-0409-7
- Edward F. Edinger, The Mystery of The Coniunctio, ISBN 0-919123-67-8
- Wolfgang Giegerich, The Soul's Logical Life, ISBN 3-631-38225-1
- James A Hall M.D., Jungian Dream Interpretation, ISBN 0-919123-12-0
- James Hillman, "Healing Fiction", ISBN 0-88214-363-8
- Montiel, Luis, "El rizoma oculto de la psicología profunda. Gustav Meyrink y Carl Gustav Jung", Frenia, 2012, ISBN 978-84-695-3540-0
- Catherine M Nutting, Concrete Insight: Art, the Unconscious, and Transformative Spontaneity, UVic Thesis 2007 214
- Andrew Samuels, Critical Dictionary of Jungian Analysis, ISBN 0-415-05910-0
- June Singer, Boundaries of the Soul, ISBN 0-385-47529-2. On psychotherapy
- Marion Woodman, The Pregnant Virgin: A Process of Psychological Transformation, ISBN 0-919123-20-1
- Simosko, Vladimir. Jung, Music, and Music Therapy: Prepared for the Occasion of the C.G. "Jung and the Humanities" Colloquium, 1987. Winnipeg, Man., The Author, 1987

學術性文本
- Andrew Samuels, The Political Psyche (Routledge), ISBN 0-415-08102-5.
- Lucy Huskinson, Nietzsche and Jung: The Whole Self in the Union of Opposites (Routledge), ISBN 1-58391-833-7
- Davydov, Andrey. From Carl Gustav Jung's Archetypes of the Collective Unconscious to Individual Archetypal Pattern. HPA Press, 2014. ISBN 9781311820082
- Remo, F. Roth: Return of the World Soul, Wolfgang Pauli, C.G. Jung and the Challenge of Psychophysical Reality [unus mundus], Part 1: The Battle of the Giants. Pari Publishing, 2011, ISBN 978-88-95604-12-1.
- Remo, F. Roth: Return of the World Soul, Wolfgang Pauli, C.G. Jung and the Challenge of Psychophysical Reality [unus mundus], Part 2: A Psychophysical Theory. Pari Publishing, 2012, ISBN 978-88-95604-16-9.

榮格與弗洛伊德的關係文本
- Kerr, John. A Most Dangerous Method: The Story of Jung, Freud, and Sabina Spielrein. Knopf, 1993. ISBN 0-679-40412-0.

其他人談論榮格的文本
- van der Post, Laurens, Jung and the Story of Our Time, New York : Pantheon Books, 1975. ISBN 0-394-49207-2
- Hannah, Barbara, Jung, his life and work; a biographical memoir, New York: G. P. Putnam's Sons, 1976. SBN: 399-50383-8

批評性學術文本
- Grossman, Stanley. . . 1979  [2016-03-23]. ISBN 9780415205580. （原始内容存档于2021-02-07）.
- Hanegraaff, Wouter J. . Leiden/New York/Koln: E.J. Brill. 1996.
- Wulff, David M. . New York: John Wiley & Sons. 1991.
- Paul Bishop, Carl Jung (Critical Lives) (Reaktion Books, 2014).
- Noll, Richard.  1st. Princeton University Press. 1994: 336.
- Richard Noll, The Aryan Christ: The Secret Life of Carl Jung (Random House, 1997)
- Anthony Stevens, On Jung (second edition).
- Sonu Shamdasani, Cult Fictions, ISBN 0-415-18614-5.
- Sonu Shamdasani, Jung and the Making of Modern Psychology: The Dream of a Science, ISBN 0-521-53909-9
- Sonu Shamdasani, Jung Stripped Bare, ISBN 1-85575-317-0
- Bair, Deirdre. Jung: A Biography. Boston: Little, Brown and Co, 2003.

## 外部連結
- C.G. Jung Institute, Zurich
- Carl Jung Resources
- The Jung Page（页面存档备份，存于）
- Philemon Foundation
- 互联网档案馆中卡尔·荣格的作品或与之相关的作品
- 维基文库中的相關文獻：卡尔·荣格
- 來自卡尔·荣格的LibriVox公共領域有聲讀物
- Carl Jung: Foreword to the I Ching（页面存档备份，存于）
- The Association Method （页面存档备份，存于） Full text article from 1916. Originally Published in the Collected Papers on Analytical Psychology.
- On The Psychology & Pathology of So-Called Occult Phenomena （页面存档备份，存于） Full text article from 1916. Originally published in the Collected Papers on Analytical Psychology.
- The Seven Sermons to the Dead, 1916 （页面存档备份，存于） Carl Gustav Jung
- Jung's 'Essay on Wotan'
- Bollingen Foundation Collection （页面存档备份，存于） From the Rare Book and Special Collections Division, Library of Congress（页面存档备份，存于）
- Carl Gustav Jung: Arquetipos, Mística e Inconsciente Colectivo (Jung Society - Dublin)  （页面存档备份，存于）